# Apsilocephalidae
Apsilocephalidae Nagatomi, Saigusa, Nagatomi & Lyneborg, 1991, è una piccola famiglia di Insetti dell'ordine dei Ditteri (Brachycera: Asiloidea), comprendente tre sole specie viventi e due fossili. In passato faceva riferimento a due soli generi, Apsilocephala e Clesthentia, inquadrati nell'ambito della famiglia Therevidae.

## Descrizione
Gli adulti, simili a quelli dei Therevidae, hanno un corpo esile, con capo ben distinto dal torace, torace corto ma in evidenza, addome sottile e allungato, zampe relativamente lunghe e ali ben sviluppate. La livrea ha colori scuri o bruno-giallastri, con pubescenza moderata di colore grigio.
Le antenne sono di tipo aristato, con flagello composto da un articolo basale (terzo antennomero) sormontato da uno stilo sottile. La lunghezza dello stilo distingue Apsilocephala dalle specie australasiane: infatti, Apsilocephala longistyla è caratterizzata da uno stilo più lungo del primo flagellomero, mentre le altre specie hanno uno stilo breve, lungo al massimo come il primo flagellomero.
| |
| Schema della nervatura alare. Nervature longitudinali: C: costa; Sc: subcosta; R: radio; M: media; Cu: cubito; A: anale. Nervature trasversali: h: omerale; r-m: radio-mediale; m-m: mediale; m-cu: medio-cubitale. Cellule: d: discale; br: 1ª basale; bm: 2ª basale; m3: 4ª posteriore; cup: cellula cup. |

La nervatura alare è ben marcata e presenta una conformazione abbastanza simile a quella dei Therevidae. La media si divide in quattro rami, con R2+3 indivisa che raggiunge il margine costale e R4+5 suddivisa nei due rami R4 e R5 raggiungenti il margine, rispettivamente, prima e in corrispondenza dell'apice dell'ala. La media si suddivide in quattro rami, con M3 e M4 convergenti in una breve vena terminale prima del margine. Cubito e anale hanno la conformazione tipica ricorrente nella maggior parte dei Brachiceri inferiori, ovvero convergono poco prima del margine fondendosi in una breve vena terminale. Presenti tutte le nervature trasversali tipiche (una radio-mediale, una mediale, una medio-cubitale) che in concomitanza con la confluenza di M3 su M4 e CuA su A1 determinano la chiusura di cinque cellule: le due basali (br e bm), la discale (d), l'anale (cup) e, infine, la quarta posteriore (m3).
In Clesthentia, talvolta, la vena M3 può essere incompleta; questo carattere, tuttavia, non è ritenuto tipico del genere in quanto compare solo in alcuni individui.

## Sistematica
Fino agli anni ottanta, della famiglia erano note due sole specie descritte e classificate all'interno della famiglia dei Therevidae, Apsilocephala longistyla e Clesthentia aberrans. NAGATOMI et al. (1991) descrissero una nuova specie, Clesthentiella crassioccipitis, e revisionarono la famiglia dei Therevidae scorporandone i generi Apsilocephala e Clesthentia e includendoli, insieme a quello di nuova descrizione, in una famiglia autonoma. Recentemente, WINTERTON & IRWIN (2008) hanno descritto una nuova specie, Kaurimyia thorpei, includendola in un quarto genere, hanno rielaborato le chiavi di determinazione nell'ambito della piccola famiglia. Gli stessi autori, inoltre, reputano ingiustificata la distinzione fra i generi Clesthentia e Clesthentiella, che andrebbero perciò considerati come sinonimi. Questa interpretazione, essendo ancora recente, non ha sufficienti riscontri in letteratura.
In definitiva la suddivisione tassonomica della famiglia si articolerebbe nel seguente schema:
- Famiglia Apsilocephalidae
  - Genere Apsilocephala
    - Apsilocephala longistyla Krober, 1914

  - Genere Clesthentia
    - Clesthentia aberrans White, 1914

  - Genere Clesthentiella
    - Clesthentiella crassioccipitis Nagatomi, Saigusa, Nagatomi & Lyneborg, 1991

  - Genere Kaurimyia
    - Kaurimyia thorpei Winterton & Irwin, 2008

A queste specie si aggiungono due fossili, Apsilocephala vagabunda, datata al Miocene, e Burmapsilocephila cockerelli, datata al Cretaceo superiore.

## Distribuzione
Il ridotto numero di specie è alla base di una forte localizzazione geografica della famiglia, tuttavia con una disgiunzione che comprende il regione neartico e l'Australasia. Apsilocephala longistyla, neartica, è rappresentata nel Nordamerica, nel sudovest degli USA nel nord del Messico. Più circoscritti sono gli areali delle altre specie: Clesthentiella crassioccipitis e Clesthentia aberrans sono infatti presenti in Tasmania (Australia) e Kaurimyia thorpei in Nuova Zelanda.
Questa distribuzione sarebbe indice di un'origine antica della famiglia e di un'ampia distribuzione, risalente al Giurassico e antecedente allo smembramento del continente Pangea.